# 坦納爾頓 (印第安納州)
坦納爾頓（英語：Tunnelton）是位於美國印第安納州勞倫斯縣的一個非建制地區。